# Provincie Rikuzen

Mapa japonských provincií z roku 1869 se zvýrazněnou provincií Rikuzen

Provincie Rikuzen (japonsky 陸前国, Rikuzen no kuni) byla stará japonská provincie v regionu Tóhoku vytvořená v období Meidži. Na jejím území se dnes rozkládá prefektura Mijagi (mimo okresů Igu, Katta a Watari) a části prefektury Iwate (zejména okres Kesen). Rikuzen bývala někdy společně s provinciemi Rikučú a Rikuó rovněž nazývána „Rikušú“ (陸州).

## Historie
Původní provincie Mucu, známá rovněž jako Óšú (奥州), byla po válce Bošin vládou Meidži rozdělena na 5 částí. Vznikly tak provincie Iwaki, Iwaširo, Rikučú, Rikuzen a Rikuó. Stalo se tak 19. ledna 1869 ─ podle lunisolárního kalendáře to bylo 7. prosince 1868. 
V roce 1872 měla provincie Rikuzen 534 609 obyvatel.